# Charleston Farmhouse
Charleston, finca emblemática del círculo de Bloomsbury, hoy convertida en museo, es un ejemplo del estilo decorativo de Vanessa Bell y Duncan Grant, y reúne los frutos de más de sesenta años de creatividad artística. 
Además de la casa y el jardín artístico, hay una sala de exposiciones en la que se exhibe una estimulante mezcla de arte contemporáneo e histórico, una tienda de artesanía y libros relacionados con Bloomsbury y un pequeño salón de té. Todos los años se celebran en Charleston diversos eventos, entre los que destaca el Charleston Festival, dedicado los principales temas literarios y artísticos del círculo de Bloomsbury. 
La casa se encuentra en el pueblo de Firle, en el distrito de Lewes, en Sussex Oriental, Inglaterra.

## Historia
En 1916, los artistas Vanessa Bell y Duncan Grant se mudaron a Sussex en busca de un lugar tranquilo donde dar rienda suelta a sus inquietudes pictóricas. A lo largo de los siguientes cincuenta años, Charleston se convirtió en el punto de encuentro campestre del grupo de artistas, escritores, críticos de arte e intelectuales conocido como el círculo de Bloomsbury. Clive Bell, David Garnett y Maynard Keynes vivieron en Charleston durante periodos de tiempo considerables. Virginia Woolf y su marido Leonard, E.M. Forster, Lytton Strachey y Roger Fry eran visitantes habituales de la finca. Vanessa y Duncan pintaron paredes, puertas y muebles de Charleston inspirados por los frescos italianos y el post-impresionismo. También rediseñaron el jardín al estilo del sur de Europa, con mosaicos, setos, caminos de gravilla y estanques, pero con un toque de humor típico de Bloomsbury en la elección del emplazamiento de las esculturas.
Las habitaciones abiertas al público ofrecen una imagen completa de la producción pictórica del círculo de Bloomsbury: murales, muebles, cerámica, pinturas y tejidos. La colección incluye trabajos de Auguste Renoir, Picasso, Derain, Matthew Smith, Sickert, Tomlin y Eugène Delacroix.

## Jardín
Vanessa Bell y Duncan Grant decoraron el jardín de Charleston según diseños de Roger Fry. Juntos transformaron los huertos y gallineros, esenciales para el sustento familiar durante la Primera Guerra Mundial, en un jardín decorativo en el que concurren influencias mediterráneas e inglesas. En los años 20 del siglo XX, Grant y Bell crearon un entramado de caminos de gravilla alrededor del cual plantaron flores seleccionadas por sus colores y su follaje. Las plantas del jardín fueron objeto de innumerables bodegones. Dora Carrington escribió acerca del jardín: “Nunca, nunca he visto un lugar tan maravilloso... Qué cosas más maravillosas habrá para pintar en ese jardín con su estanque y sus construcciones”. La diversidad de esculturas presentes otorgan al jardín cierto carácter de lujo. Formas clásicas conviven con trabajos a escala natural de Quentin Bell, mosaicos y estanques con bordes alicatados.

## Fundación Charleston
La fundación Charleston Trust es una entidad sin ánimo de lucro fundada en 1980 para restaurar y conservar la finca de Charleston para el disfrute del público. La colección única existente en Charleston es representativa del arte y estilo de vida del influyente círculo de Bloomsbury y lleva abierta al público desde 1986. Charleston recibe visitantes de todo el mundo. El futuro de la finca, no obstante, no está asegurado.
El Charleston Trust no dispone de los medios para garantizar la conservación de la casa para generaciones futuras y depende de los ingresos por venta de entradas, ventas de la tienda y el salón de té, tasas anuales de miembros y donaciones de distinta índole. 

## Eventos y exposiciones
El Charleston Festival se celebra todos los años en los jardines de la finca alrededor del mes de mayo y dura en torno a diez días. Se trata esencialmente de un festival literario en el que han actuado figuras como Jung Chang, Patrick Garland, Stephen Poliakoff, Patti Smith, Sarah Waters y Simon Schama.
También hay un evento de una única noche llamado The Quentin Follies en honor de Quentin Bell, hijo de Vanessa Bell, durante el cual se recaudan fondos para recuperar obras de arte de Bloomsbury pertenecientes a colecciones privadas. El evento consiste en una subasta silenciosa de obras donadas y espectáculos diversos, desde fragmentos de ópera hasta monólogos humorísticos.

## Lecturas
La novela Los soldados no lloran (2012), del autor holandés Rindert Kromhout, está ambientada en Charleston. El libro abarca la infancia y juventud de Julian y Quentin Bell, hijos de Vanessa Bell, y describe los primeros años de los artistas en Charleston, ofreciendo detalles del proceso de transformación de la casa.